# Грегаль
Грегаль (итал. Grecale, греч. Γραίγος, Graigos), также существуют варианты грекаль, грекала, греко — средиземноморский холодный и довольно сильный, иногда переходящий в бурю, северо-восточный ветер, дующий на остров Мальта и во всём бассейне Западного Средиземноморья в целом. Появляется, когда область низкого давления (циклон) движется южнее Мальты.
Название происходит от итал. grecale — греческий, это связано с тем, что относительно острова Закинф, одного из ключевых ориентиров средневековых моряков, ветер дул со стороны Греции.
Упомянутый в Библии штормовой ветер эвроклидон (от греч. ευρος — юго-восточный ветер и греч. κλυδων — волна, вал), из-за которого потерпел крушение корабль апостола Павла на его пути в Рим — это современный грегаль.